# Coenogonium linkii
Coenogonium linkii är en lavart som beskrevs av Ehrenb. Coenogonium linkii ingår i släktet Coenogonium och familjen Coenogoniaceae.   Inga underarter finns listade i Catalogue of Life.